# Stylopus dermatus
Stylopus dermatus är en svampdjursart som först beskrevs av William Lundbeck 1910.  Stylopus dermatus ingår i släktet Stylopus, och familjen Hymedesmidae. Arten är reproducerande i Sverige.